# Ліневич Микола Петрович

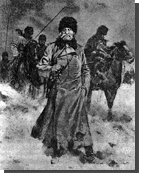
Генерал-ад'ютант під Мукденом

Микола Петрович Ліневич (24 грудня 1838 (5 січня 1839), Чернігів, Російська імперія — 10 (23) квітня 1908, Санкт-Петербург, Російська імперія) — російський державний діяч, військовик українського походження. Генерал-ад'ютант російської армії (з 1905 року). Головномандувач (з 3.03.1905) російськими військами на Далекому Сході під час російсько-японської війни.

## Біографія
З 1855 року перебував на військовій службі. Пройшов шлях від прапорщики до генерал-ад'ютанта. У 1856—1862 роках брав участь у війні на Кавказі. Брав участь в російсько-турецькій війні 1877—1878.
З 1885 року командував військовими частинами на Далекому Сході. Піднявся по службі від командира бригади до командира корпусу (1901).
Влітку 1900 року очолив міжнародні збройні сили, які захопили Пекін та звільнили з облоги дипломатичні місії, за що нагороджений орденом Св. Георгія 3-го ступеня та орденами іноземних держав. Керував російськими військами під час придушення повстання іхетуанів у Китаї.
З 1903 року — командуючий військами Приамурського військового округу та виконувач обов'язків генерал-губернатора Приамур'я.
Під час російсько-японської війни 1904—1905 років — командувач Маньчжурською армією, з березня 1905 — головнокомандувач російськими збройними силами на Далекому Сході.
В лютому 1906 усунений з посади за звинуваченням у бездіяльності по придушенню революційних заворушень на Далекому Сході. Перебував вісім місяців під слідством, але пізніше був звільнений та нагороджений орденом Св. Володимира 2-го ступеня.
1908 року похований у Олександро-Невській Лаврі. Кавалер 12 російських та 6 іноземних орденів, нагороджений золотою шаблею «За хоробрість».
На його честь було назване село Ліневичі (засноване 1900 року) у Проморському краї (Росія), на р. Роздольній у 13 км від Уссурійська.